# Samengestelde relatie
In de abstracte verzamelingenleer kan met behulp van twee relaties tussen verzamelingen soms een nieuwe relatie worden gevormd, de samengestelde relatie. Als {\displaystyle a} in een zekere relatie staat tot {\displaystyle b}, en {\displaystyle b} staat op zijn beurt weer in een relatie met {\displaystyle c}, dan is er een relatie tussen {\displaystyle a} en {\displaystyle c}, die de samengestelde relatie heet.

## Definitie
Zij {\displaystyle R} een relatie tussen de twee verzamelingen {\displaystyle A} en {\displaystyle B}, dus {\displaystyle R} een deelverzameling van het cartesische product {\displaystyle A\times B}, en zij {\displaystyle S} een relatie tussen {\displaystyle B} en {\displaystyle C}, dus:
{\displaystyle R\subset A\times B,\ S\subset B\times C}
De samengestelde relatie van {\displaystyle R} en {\displaystyle S} is gedefinieerd als 
{\displaystyle S\circ R=\{(a,c)\in A\times C\mid \exists b\in B:(a,b)\in R{\hbox{ en }}(b,c)\in S\}}
De notatie {\displaystyle S\circ R} wordt soms gelezen als "{\displaystyle S} (komt) na {\displaystyle R}".
De definitie van de functiecompositie of de samengestelde afbeelding komt daarmee overeen. Als {\displaystyle f} een functie of afbeelding is van {\displaystyle A} naar {\displaystyle B} en {\displaystyle g} van {\displaystyle B} naar {\displaystyle C}, dan is {\displaystyle g\circ f} een functie of afbeelding van {\displaystyle A} naar {\displaystyle C}, die de functiecompositie of samengestelde afbeelding van {\displaystyle f} en {\displaystyle g} wordt genoemd.

## Voorbeelden
- De relatie 'kind van' kan met zichzelf worden samengesteld tot de relatie 'kleinkind van'. Als {\displaystyle a} een kind is van {\displaystyle b} en {\displaystyle b} is een kind van {\displaystyle c}, dan is {\displaystyle a} een kleinkind van {\displaystyle c}.

- Beschouw de volgende twee relaties tussen de natuurlijke getallen {\displaystyle \mathbb {N} } en zichzelf:

{\displaystyle R=\{(0,0),(1,2),(2,4)\}}
{\displaystyle S=\{(0,5),(0,10),(4,2),(4,4)\}}
Dan is hun samengestelde relatie
{\displaystyle S\circ R=\{(0,5),(0,10),(2,2),(2,4)\}}
In dit geval heeft ook {\displaystyle R\circ S} zin, en
{\displaystyle R\circ S=\{(4,4)\}}
- Als {\displaystyle f} en {\displaystyle g} permutaties zijn van een gegeven verzameling {\displaystyle A} met een bepaald aantal elementen, dan is {\displaystyle g\circ f} dat ook. De verzameling van alle mogelijke permutaties van {\displaystyle A} vormt met de bewerking {\displaystyle \circ } een groep, de symmetrische groep {\displaystyle {\mathcal {S}}(A)} op {\displaystyle A}.

- Beschouw de reële functies {\displaystyle f:\mathbb {R} \to \mathbb {R} :x\mapsto x^{2}} en {\displaystyle g:\mathbb {R} \to \mathbb {R} :x\mapsto x-1}. Dan bestaan zowel {\displaystyle g\circ f} als {\displaystyle f\circ g}, en

{\displaystyle (g\circ f)(x)=g(f(x))=x^{2}-1}
{\displaystyle (f\circ g)(x)=f(g(x))=(x-1)^{2}}

## Transitiviteit
Een relatie {\displaystyle R\subset A\times A} op een verzameling {\displaystyle A} is transitief als {\displaystyle R\circ R} een deel is van {\displaystyle R} zelf.